# Beatha Nishimwe
Beatha Nishimwe (* 1. Dezember 1998 in Uwinkingi) ist eine ruandische Mittelstreckenläuferin.

## Sportliche Laufbahn
Erste internationale Erfahrungen sammelte Beatha Nishimwe bei den Juniorenafrikameisterschaften 2015 in Addis Abeba, bei denen sie in 4:40,49 min im 1500-Meter-Lauf den fünften Platz belegte. Anschließend siegte sie in 4:17,37 min bei den Jugendafrikameisterschaften in Réduit. Damit qualifizierte sie sich für die Jugendweltmeisterschaften in Cali, bei denen sie in 4:23,16 min Rang zehn erreichte. 2016 schied sie bei den Hallenweltmeisterschaften in Portland mit 4:19,39 min in der ersten Runde aus und belegte bei den Afrikameisterschaften in Durban in 4:08,75 min den siebten Platz. Anschließend wurde sie bei den U20-Weltmeisterschaften in Bydgoszcz in 4:12,33 min Sechste. Im Jahr darauf belegte sie bei den Juniorenafrikameisterschaften in Tlemcen in 4:42,58 min den sechsten Platz. 2018 nahm sie erstmals an den Commonwealth Games im australischen Gold Coast teil und schied dort mit 4:14,96 min im Vorlauf aus. Im August wurde sie bei den Afrikameisterschaften in Asaba in 4:19,55 min Achte.

## Persönliche Bestzeiten
- 800 Meter: 2:05,19 min, 15. März 2019 in Dschibuti (Ruandischer Rekord)
- 1500 Meter: 4:08,75 min, 24. Juni 2016 in Durban (Ruandischer Rekord)
  - 1500 Meter (Halle): 4:19,39 min, 18. März 2016 in Portland (Ruandischer Rekord)